# Servei Públic d'Ocupació Estatal
El Servei Públic d'Ocupació Estatal (Servicio público de empleo estatal, SEPE) és un organisme autònom de l'Administració General de l'Estat espanyola la funció principal del qual és la gestió de l'ocupació, el registre públic dels contractes, la gestió de subvencions d'ocupació a les empreses i de les prestacions per desocupació. La seva actual denominació substitueix l'any 2003 a l'anterior, Institut Nacional d'Ocupació (INEM).

## Creació i modificacions legislatives
- Va ser creat per Reial Decret Llei 36/1978 de 16 de novembre (BOE 1978.11.18), sobre gestió institucional de la Seguretat Social, la salut i l'ocupació (art. 5).
- RD 1458/1986, de 6 de juny (BOE 1986.07.16, pel qual es determina l'estructura orgànica de l'Institut Nacional d'Ocupació.
- LLEI 56/2003, de 16 de desembre, d'ocupació Arxivat 2008-06-18 a Wayback Machine. (A partir d'aquesta norma l'Institut Nacional d'Ocupació passa a denominar-se Servei Públic d'Ocupació Estatal)

## Llista de Directors Generals de l'INEM
L'INEM va desaparèixer per la Llei 56/2003, de 16 de desembre, d'Ocupació, en la qual es creava el Sistema Nacional d'Ocupació (SNE) integrat pel Servei Públic d'Ocupació Estatal (SEPE) i els serveis d'ocupació de les CCAA. Fins a la seva extinció efectiva en 2004 i des de la seva creació en 1979, va ser regit per:
- María Dolores Cano Ratia (1999-2004)
- Juan Pedro Chozas Pedrero (1996-1999)
- Alberto Elordi Dentici (1993-1996)
- Ramón Salabert Parramón (1991-1993)
- Pedro de Eusebio Rivas (1986-1991)
- Pedro Montero Lebrero (1982-1986)
- Félix Díez Burgos (1981-1982)
- Miguel Ángel Olalla Mercade (1981)
- Isidro Gregorio García Díez (1981)
- Fernando Somoza Albardonedo (1979-1981)